# Király István (irodalomtörténész)
Király István (Ragály, 1921. július 15. – Budapest, 1989. október 19.) magyar irodalomtörténész, Ady Endre-szakértő, országgyűlési képviselő (1971-től), a Magyar Tudományos Akadémia tagja. Testvére Király Kálmán. Első felesége: Rohonyi Katalin. Második felesége Landler Mária, Landler Ernő lánya volt. Lányai: Király Katalin, bölcsész, tanár, szerkesztő és Király Júlia közgazdász, tanár, 2007-2013 a Magyar Nemzeti Bank alelnöke.

## Életpályája
Apja református lelkész volt. A középiskolát a Sárospataki Református Gimnáziumban végezte 1931–1939 között, majd a Királyi Magyar Pázmány Péter Tudományegyetem bölcsészkarán tanult magyar–német szakon, Eötvös-kollégistaként. 1944-ben tanári diplomát szerzett.
1945-ig Debrecenben tanított, ezután 1947-ig Budapesten az Országos Köznevelési Tanács volt titkára, majd 1948-ig könyvtáros az Országos Széchényi Könyvtárban. 1948-ban az Eötvös József Collegiumban tanított a kollégium megszűnéséig. 1949-től az Eötvös Loránd Tudományegyetem  irodalomtörténeti tanszékén dolgozott docensként. 1957–1959 között a szegedi egyetemen tanított. 1960-ban visszakerült az ELTE-re: a XX. századi magyar irodalomtörténeti tanszéken volt egyetemi tanár, majd tanszékvezető, 1988-ig.
Király István 1953–1956 közt a Csillag folyóiratot szerkesztette, 1962–1969 között a Kortárs, 1970–1989 között pedig a Szovjet Irodalom című folyóiratot. 1970-től haláláig a Világirodalmi lexikon főszerkesztője volt, 1967-től a Magyar életrajzi lexikon szakszerkesztője.

## Kutatási területe
Fő kutatási és tanítási témája Ady Endre volt. Fő műve négy kötetes Ady-monográfiája. Jelentős irodalomtörténeti alkotás korai Mikszáth-monográfiája és a kései Kosztolányi-monográfia. Komját Aladárról 1960-ban jelent meg tanulmánya a Társadalmi Szemlében (Az első magyar kommunista költő – Komját Aladár költői fejlődése).

## Művei

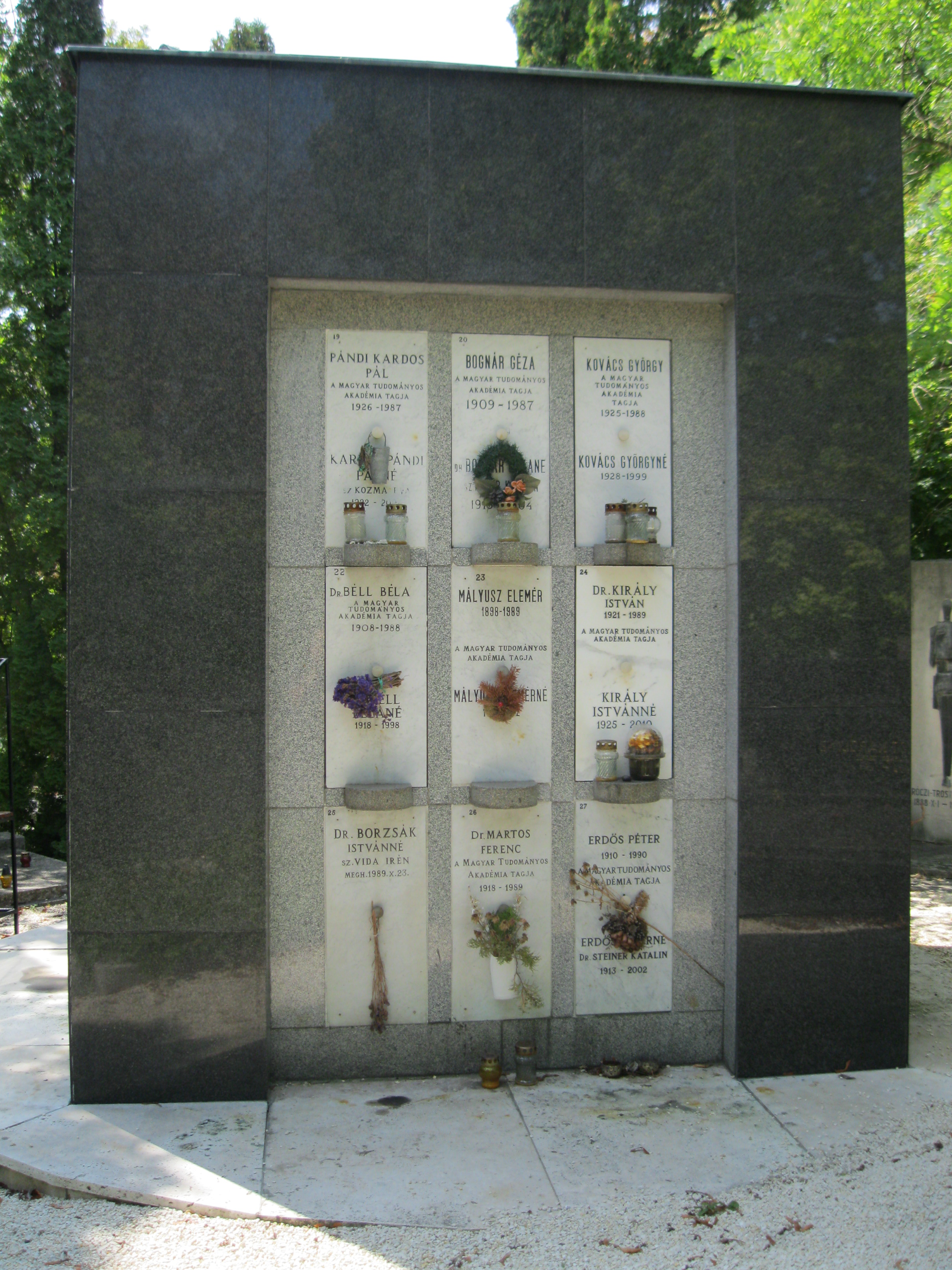
A Farkasréti temető Urnaháza. Itt található Király István urnafülkéje is.

- Mikszáth Kálmán (monográfia, 1952)
- Az első magyar kommunista költő – Komját Aladár költői fejlődése (tanulmány, 1960)
- Világirodalmi Lexikon I-XI. (főszerkesztő, 1970-1989)
- Ady Endre I-II. kötet (monográfia, 1970)
- Hazafiság és forradalmiság (tanulmány, 1974)
- Irodalom és társadalom (tanulmányok, cikkek, interjúk, kritikák, 1976)
- Intés az őrzőkhöz. Ady Endre költészete a világháború éveiben (monográfia, 1982)
- Kosztolányi. Vita és vallomás (monográfia, 1986)
- Kultúra és politika (cikkek, interjúk, tanulmányok, elemzések, 1987)
- Útkeresések (tanulmányok, cikkek, interjúk, kritikák, 1989)
- Király és Tandori (szerkesztette Zsoldos Sándor, 1996)
- Napló, 1956–1989; utószó Babus Antal, szerk. Soltész Márton; Magvető, Budapest, 2017, (Tények és tanúk, 127.), ISBN 9789631435122
- Petőfitől Tandoriig. Tanulmányok, esszék, interjúk; szerk. Agárdi Péter, Soltész Márton; Osiris, Budapest, 2021 (Osiris irodalomtörténet. Tanulmányok)
- Életútinterjú Király Istvánnal [1989]. Készítette: Széchenyi Ágnes, jegyz.: Katona Ferenc; szöveggond.: Mórocz Gábor. In: Király István öröksége. Írások tőle és róla. Szerk.: Bolvári Takács Gábor. Sárospatak, Zempléni Múzsa Alapítvány, 2021. 11−162.

## Díjai, elismerései
- A Munka Érdemrend arany fokozata (1963)
- Felszabadulási Jubileumi Emlékérem (1970)
- A Magyar Népköztársaság Állami Díja (1973)
- Szocialista Magyarországért Érdemrend (1981)
- Németh László-emlékérem (1989)